# Алоней-Абба
Алоней-Абба (ивр. אַלּוֹנֵי אַבָּא‎) — поселение (мошав) на севере Израиля, относящееся к региональному совету Эмек-Изреэль. Современный топоним образован из слов алон — дуб ивр. אלון‎ и Аба ивр. אבא‎ по имени Аббы Бердичева — еврейского добровольца в рядах британской армии, заброшенного в тыл фашистов, попавшего в плен и убитого 26 января 1945 года в концлагере Маутхаузен. В 1907 году на месте поселения была основана немецкая колония Вальдхайм (Waldheim). Население колонии прибыло из Хайфы. Колонисты-темплеры выращивали виноград и оливковые деревья, а также разводили коров. Они не теряли связи с Германией и сохраняли немецкое подданство. Ситуацию не изменил переход Палестины под британский мандат. С появлением и ростом популярности нацистской партии НСДАП в Германии — немало темплеров присоединилось к ней в том числе и в Вальдхайме. В начале Второй мировой войны английское правительство Подмандатной Палестины сначала интернировало, а потом и депортировало основную часть населения поселения.
Построенная к 1921 году лютеранская церковь считается одной из достопримечательностей Израиля. К 1945 году в колонии проживало 110 христиан. В 1947 году колония подверглась атаке еврейских бойцов из Хаганы, в результате чего погибло 2 колониста. Учитывая возросшую напряжённость накануне создания Государства Израиль, британские власти позволили колонистам эмигрировать в Австралию. Пустующую колонию заняли евреи из Чехословакии.
Известные уроженцы и жители:
- Израильский певец Шломо Арци.
- Писатель Меир Шалев.

## Население
По данным Центрального статистического бюро Израиля, население на начало 2020 года составляло 992 человека.